# Barbus guildi
 Barbus guildi és una espècie de peix cipriniforme de la família dels ciprínids.

## Morfologia
Els mascles poden assolir els 5,6 cm de longitud total.

## Distribució geogràfica
Es troba al riu Hedjo (frontera entre Togo i Ghana).